# Cascate di Gavarnie
Le cascate di Gavarnie sono un gruppo di cascate del circo di Gavarnie. Fra queste la Grande cascade, con il suo dislivello di 422 metri, è la più alta delle Francia metropolitana, ed una delle più impressionanti d'Europa; questa cascata è formata da due salti, il maggiore dei quali ha un'altezza di 281 metri. La corrente d'aria della cascata determina un microclima freddo ai suoi piedi e conserva un nevaio con un ponte di neve, che scompare con l'innalzamento della temperatura.
Le cascate si trovano a poco più di mezz'ora di cammino dal villaggio di Gavarnie, negli Alti Pirenei e possono essere raggiunte attraverso una mulattiera. Esse danno origine al torrente gave de Gavarnie, parte superiore del corso della Gave de Pau. La portata varia a seconda della stagione ma può raggiungere anche i 200 m³/s durante i periodi di piena.

## Galleria d'immagini

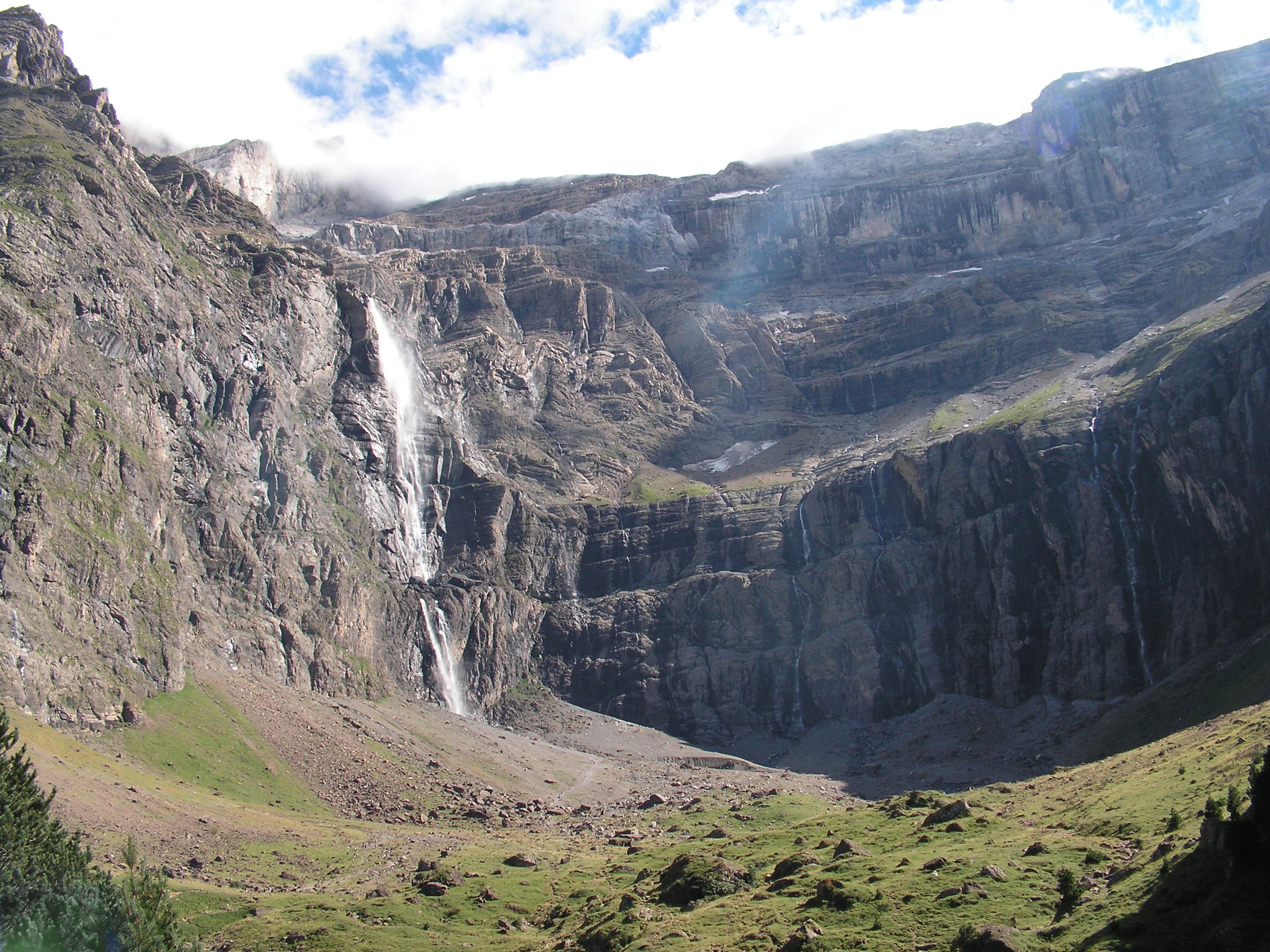
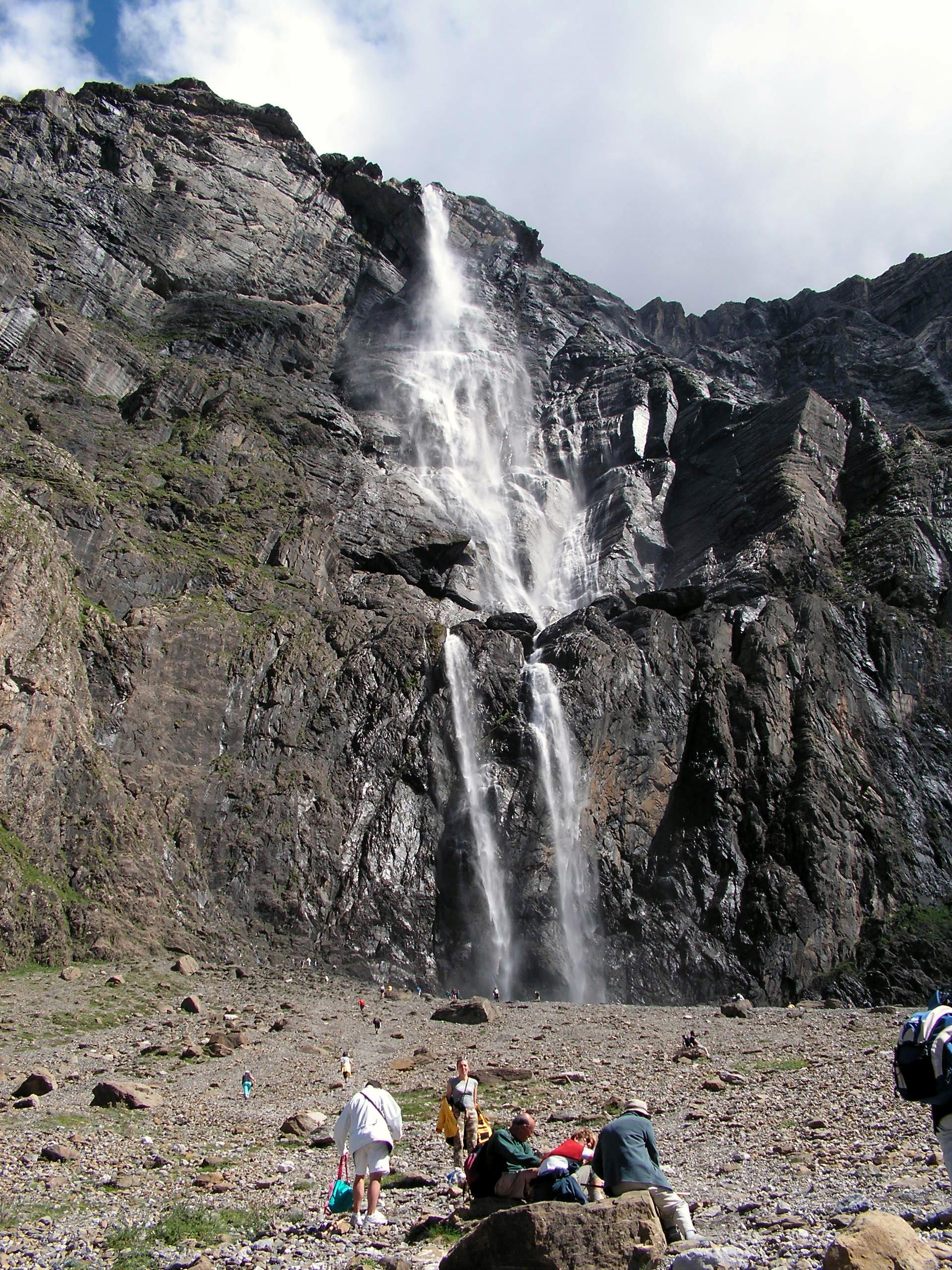
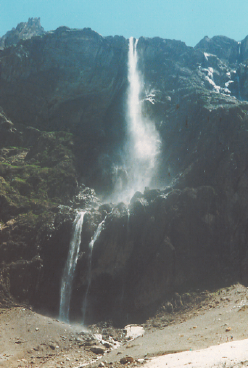